# 永兴镇 (海口市)
永兴镇是中国海南省海口市秀英区下辖的一个镇。

## 行政区划
永兴镇下辖永兴社区、永秀村、永德村、美东村、建中村、雷虎村、建群村、罗经村和博强村。